# Bâtiment protégé (Islande)
Les bâtiments protégés (en islandais : friðuð hús) sont, en Islande, les édifices bénéfiant d'une protection patrimoniale.

## Statistiques
Au 29 mai 2012, l'Islande compte 461 édifices protégés ; 211 sont des églises.

## Liste

### Région
Le tableau suivant donne le compte des bâtiments protégés par région :
| Région            | Protections |
| ----------------- | ----------- |
| Austurland        | 33          |
| Höfuðborgarsvæðið | 155         |
| Norðurland eystra | 73          |
| Norðurland vestra | 38          |
| Suðurland         | 56          |
| Suðurnes          | 8           |
| Vestfirðir        | 58          |
| Vesturland        | 40          |

### Municipalités
Le tableau suivant donne le nombre des bâtiments protégés par municipalité :
| Municipalité                  | Bâtiments |
| Reykjavik                     | 142       |
| Akureyri                      | 31        |
| Ísafjarðarbær                 | 26        |
| Skagafjörður                  | 21        |
| Dalabyggð                     | 12        |
| Fjarðabyggð                   | 11        |
| Þingeyjarsveit                | 11        |
| Borgarbyggð                   | 10        |
| Rangárþing eystra             | 9         |
| Húnaþing vestra               | 8         |
| Vesturbyggð                   | 8         |
| Djúpavogshreppur              | 7         |
| Fljótsdalshérað               | 7         |
| Hörgársveit                   | 7         |
| Reykhólahreppur               | 7         |
| Skaftárhreppur                | 7         |
| Bláskógabyggð                 | 6         |
| Eyjafjarðarsveit              | 6         |
| Húnavatnshreppur              | 6         |
| Snæfellsbær                   | 6         |
| Árborg                        | 5         |
| Hafnarfjörður                 | 5         |
| Rangárþing ytra               | 5         |
| Strandabyggð                  | 5         |
| Álftanes                      | 4         |
| Hornafjörður                  | 4         |
| Norðurþing                    | 4         |
| Stykkishólmur                 | 4         |
| Súðavíkurhreppur              | 4         |
| Dalvíkurbyggð                 | 3         |
| Fjallabyggð                   | 3         |
| Flóahreppur                   | 3         |
| Grímsnes- og Grafningshreppur | 3         |
| Grýtubakkahreppur             | 3         |
| Hrunamannahreppur             | 3         |
| Langanesbyggð                 | 3         |
| Mýrdalshreppur                | 3         |
| Ölfus                         | 3         |
| Reykjanesbær                  | 3         |
| Seyðisfjörður                 | 3         |
| Vestmannaeyjar                | 3         |
| Vopnafjarðarhreppur           | 3         |
| Blönduós                      | 2         |
| Borgarfjarðarhreppur          | 2         |
| Garðabær                      | 2         |
| Garður                        | 2         |
| Helgafellssveit               | 2         |
| Hvalfjarðarsveit              | 2         |
| Kjósarhreppur                 | 2         |
| Mosfellsbær                   | 2         |
| Skeiða- og Gnúpverjahreppur   | 2         |
| Akranes                       | 1         |
| Árneshreppur                  | 1         |
| Bæjarhreppur                  | 1         |
| Bolungarvík                   | 1         |
| Eyja- og Miklaholtshreppur    | 1         |
| Fljótsdalshreppur             | 1         |
| Grindavík                     | 1         |
| Grundarfjörður                | 1         |
| Kaldrananeshreppur            | 1         |
| Sandgerði                     | 1         |
| Seltjarnarnes                 | 1         |
| Skagaströnd                   | 1         |
| Skorradalshreppur             | 1         |
| Skútustaðahreppur             | 1         |
| Svalbarðshreppur              | 1         |
| Tálknafjörður                 | 1         |
| Vogar                         | 1         |
| Akrahreppur                   | 0         |
| Ásahreppur                    | 0         |
| Breiðdalshreppur              | 0         |
| Hveragerði                    | 0         |
| Kópavogur                     | 0         |
| Skagabyggð                    | 0         |
| Svalbarðsstrandarhreppur      | 0         |
| Tjörneshreppur                | 0         |